# Fabryka (Frampol)
Fabryka – część miasta Frampol w Polsce, położona w województwie lubelskim, w powiecie biłgorajskim, w gminie Frampol.
Leży w południowej części miasta. Jak sama nazwa wskazuje jest to teren przemysłowy. Fabryka to także nazwa śródleśnej ulicy łączącej Bęben z Cacaninem. Przy niej leży m.in. Zajazd Złoty Łan.
W latach 1975–1998 miejscowość należała administracyjnie do województwa zamojskiego.